# النش (خنفر)

تعديل مصدري - تعديل

النش هي إحدى قرى عزلة جعار بمديرية خنفر التابعة لمحافظة أبين، بلغ تعداد سكانها 260 نسمة حسب تعداد اليمن لعام 2004.